# Mediernas svarta bok
Mediernas svarta bok, skriven av författaren, journalisten och samhällsdebattören Maria-Pia Boëthius, är en bok utgiven på Ordfronts förlag år 2001. Inledningen är undertecknad i mars 2001. Boken kom i en andra utgåva år 2002.
Boken tar upp problemen i medierna, både globalt och nationellt i Sverige. Maria-Pia Boëthius driver teser som att ägarkoncentrationen inom media, mediernas sätt att påverka politiker och den allmänna opinionen, samt det marknadsmässiga tänkandet och mediernas ekonomiska intressen, leder till ytliga reportage.
Svenska Dagbladets recensent Jan Söderqvist beskrev boken som Maria-Pias Boethius "frontalangrepp på en samhällelig maktfaktor som (...) aldrig tvekar att utkräva ansvar av alla andra men som själv systematiskt smiter undan också efter de mest flagranta övertramp".  Aftonbladets krönikör Staffan Heimerson beskrev i en krönika boken som "bitter men läsvärd".